# Balogh István (politikus)
Balogh István, leggyakrabban: ifj. Balogh István, névváltozat: Balog (Debrecen, 1903. február 13. – ?, 1983. október 12.) debreceni földbirtokos, eleinte kormánypárti (Nemzeti Egység Pártja), majd nemzetiszocialista, nyilaspárti politikus, parlamenti képviselő. A szélsőjobboldali hagyományokhoz mérten is szokatlanul mozgékony politikusként szinte valamennyi nemzetiszocialista pártban megfordult.
Nevéhez fűződik Horthy Miklós kormányzó I. Miklós néven királlyá történt kikiáltása a debreceni Aranybika Szálló nagytermében megtartott nagygyűlésen[pontosabban?].[forrás?] A kapcsolódó botrány véget vetett szépen ívelő politikai pályájának és véglegesen a perifériára szorult.
Nem azonos a szintén debreceni Balogh István kormánypárti (Nemzeti Egység Pártja) politikussal, sem a kisgazda politikussal (Balogh páter), akinek szintén volt némi debreceni kötödése.

## Pályafutása
Balog István földbirtokos és Viola Irén fiaként született.
Balogh eleinte a kormánypárt, a Nemzeti Egység Pártja (NEP) színeiben politizált, 1934. decemberétől helyhatósági képviselőként, majd felkérésére csatlakozott gróf Festetics Sándor Magyar Nemzeti Szocialista Pártjához. Az 1935-ös választásokon Debrecenben az MNSZP csak egy parlamenti helyet szerzett, de Festetics lemondott a mandátumáról a javára, mivel Enyingen is (újból) megválasztották, Balogh pedig kiterjedt rokoni és baráti kapcsolatokkal rendelkezett Debrecenben.
1936 júniusában miután Festeticset leváltották és Baloghot választották meg pártvezérnek, a Magyar Nemzeti Szocialista Párt egyesült a Pálffy-féle párttal Egyesült Magyar Nemzeti Szocialista Párt (EMNSZP) néven. Balogh is csatlakozott  de később kilépett mivel úgy érezte, nem kap érdemi pozíciót és azonos néven alapított új pártot. 1937-ben?? alapította a párt Szittya Kürt című lapját.
Balogh és Kémeri Nagy Imre kezdeményezték 1937 októberében a megosztott szélsőjobboldal egyesítését. Ennek nyomán és részvételükkel – de közvetlenül Szálasi kezdeményezésére és vezetésével – 1937. október 24-n megalakult a Magyar Nemzeti Szocialista Párt (MNSZP), amelyben Szálasi és gróf Széchenyi Lajos mellett a háromtagú vezetőség tagja lett, azonban már decemberben ki is zárták. Politikai karrierjének az a botrány vetett véget, hogy 1937. november 28-án Horthyt – a politikai helyzetet teljességgel félreértve – a debreceni Aranybika Szálló nagytermében megtartott nagygyűlésen I. Miklós néven királlyá kiáltották ki. Ez a meggondolatlan lépés Baloghot teljesen nevetségessé tette s ez véget vetett politikai pályafutásának.
1937 december elején – már a pártból való kizárása után – a nemzeti szocializmus bevezetését szorgalmazó népszavazással  kapcsolatos nyilas röplap miatt perbe fogták de mivel tagadta, hogy az ő beleegyezésével került a röplapra a neve, 1940. december 14-én bizonyítékok hiányában felmentették. Ekkorra Szálasi és Széchenyi Lajos már letöltötte kéthetes fogházbüntetését.
1938 júniusában Meskó Zoltánnal egy időben csatlakozott Matolcsy Mátyás pártjához, amely ezután Keresztény Nemzeti Szocialista Front néven működött tovább.
A politikából való kiszorulását mutatja az is, hogy bár 1945-ben internálták, a népbíróság 1948-ban elévülés címén ejtette az ellene felhozott vádakat.

## Érdekességek
- Balogh István szerepel a Tompa utcai verekedést felidéző részben az annak idején nagy népszerűségnek örvendő Egy óra múlva itt vagyok… című 1971-es tévéfilmsorozat 1., Egyenruha kötelező című epizódjában, bár az őt alakító színész jóval idősebb. A 2., A feketefuvar című részben a Népszava újságírója a sajtótájékoztatón azt kérdezi: „Balogh kormánypárti képviselő mit keresett a Tompa utcai nyilasgyűlésen?” Ezek szerint vagy a történet szerint az újságíró, vagy a filmsorozat alkotói nem voltak tisztában azzal, hogy a Tompa utcai „nyilas párthelység” Balogh pártjáé, az Egyesült Magyar Nemzeti Szocialista Párté volt és Balogh már két éve nemzetiszocialista parlamenti képviselő volt ekkor.